# Paweł II (papież)
Paweł II (łac. Paulus II, właśc. Pietro Barbo; ur. 23 lutego 1417 w Wenecji, zm. 26 lipca 1471 w Rzymie) – papież w okresie od 30 sierpnia 1464 do 26 lipca 1471.

## Życiorys
Urodził się w rodzinie kupieckiej i to taką karierę początkowo rozważał. Jednak jego wuj Eugeniusz IV mianował go kolejno: archidiakonem Bolonii i protonotariuszem apostolskim. W 1440 papież mianował go kardynałem diakonem S. Maria Nuova, a następnie administratorem apostolskim diecezji Cervia (1446-51). W 1451 Mikołaj V awansował do rangi kardynała prezbitera S. Marci. Był też biskupem Vicenzy (od 1451 r. aż do wyboru na papieża) i przez krótki czas biskupem Padwy (1459-60). Od 1445 roku pełnił funkcję archiprezbitera bazyliki watykańskiej. Na konklawe 1464 roku został wybrany papieżem już w pierwszym głosowaniu. Podobnie jak pozostali kardynałowie, przed głosowaniem złożył tzw. "kapitulację wyborczą", regulującą sposób postępowania przyszłego papieża. Barbo zobowiązał się do kontynuowania wojny z Turkami, zmniejszenia liczby kardynałów do 18 i zwołaniu soboru w ciągu trzech lat.
Paweł II był miłośnikiem przepychu i imprez karnawałowych. W 1470 roku wydał dokument stwierdzający, że rok święty winno się obchodzić co 25 lat. W porównaniu ze swoim poprzednikiem, Piusem II nie wykazywał zainteresowania sztuką. Dość szybko popadł w konflikt z humanistami i artystami, kiedy to nakazał uwięzić Bartolomea Platinę. Wkrótce potem zamknął także Akademię Rzymską, za co został nazwany "barbarzyńcą". Paweł skupił swoje wysiłki na organizowaniu wyprawy krzyżowej przeciwko Turkom, którzy zagrażali Europie – wsparł finansowo i wojskowo Węgrów i Albańczyków, na czele ze Skanderbegiem. Napotkał jednak trudności w samych Włoszech – śmierć władcy Mediolanu, Francesco Sforzy w 1466, mocno zagroziła stabilności państwa. Ponadto jedynym europejskim władcą, nadającym się na przywódcę krucjaty, był Jerzy z Podiebradów, który był podejrzewany o kontakty z husytami. Po nieudanej próbie polubownego załatwienia sprawy, Paweł ekskomunikował czeskiego króla w grudniu 1466. Gdy w 1470 roku sułtan Mehmed II Zdobywca podbił Negroponte, papież natychmiast zwołał do Rzymu kongres państw włoskich, czego efektem był sojusz obronny podpisany 22 grudnia 1470. W kwestii zwołania soboru i zreformowania Kościoła, papież nie podjął żadnych działań.

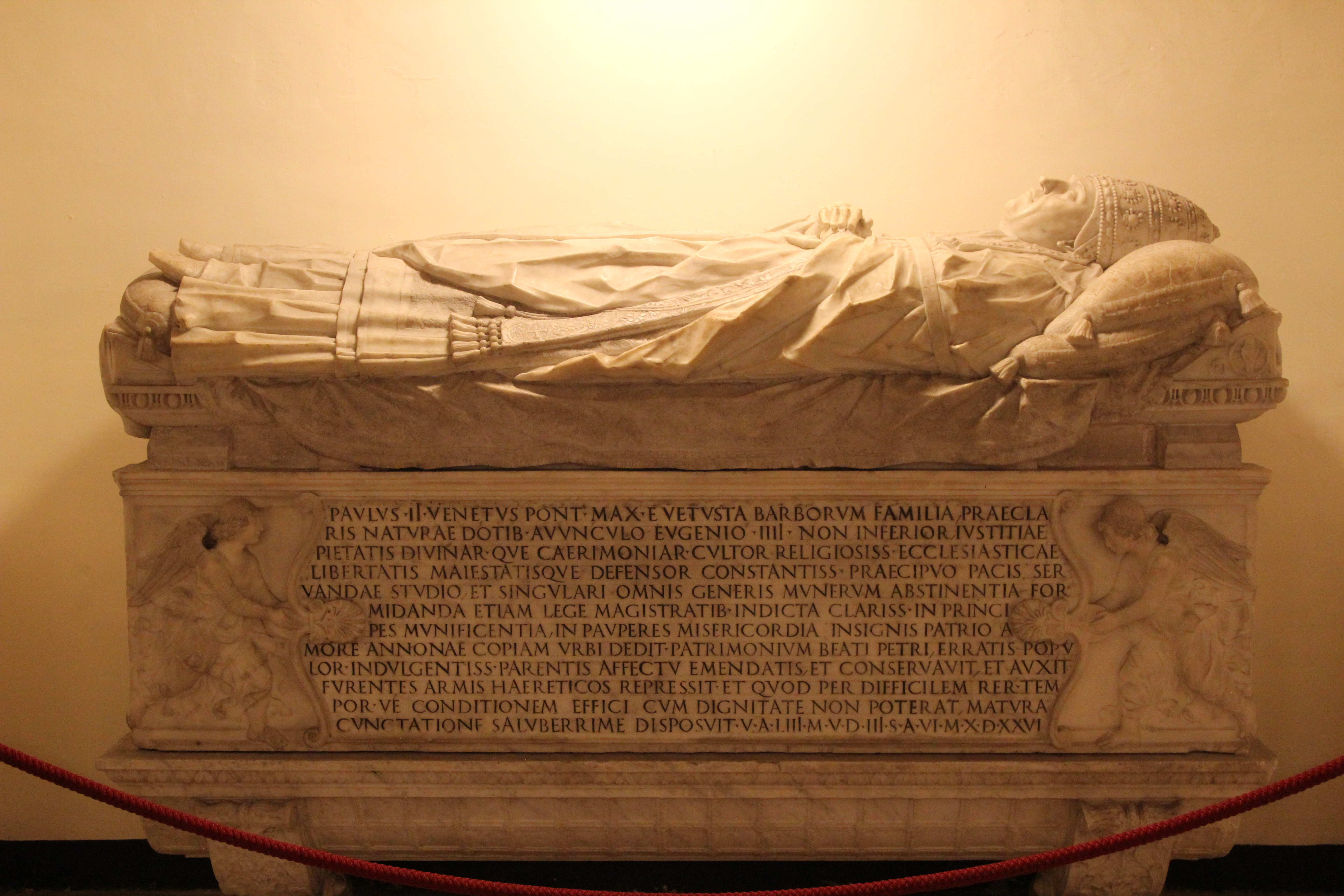
Grób Pawła II w Grotach Watykańskich

Planował doprowadzić do małżeństwa Iwana III z katoliczką, Zoe Paleolog (córką Tomasza Paleologa), dzięki czemu miało dojść do pojednania z Kościołem rosyjskim. Papież zmarł jednak przed zaślubinami na wylew. Do małżeństwa rok później doprowadził ostatecznie jego następca, Sykstus IV.